# 新普拉塔—杜伊瓜苏
新普拉塔—杜伊瓜苏是巴西巴拉那州的一个市镇。总面积352.565平方公里，总人口10791人，人口密度30.6人/平方公里。